# Афрички егзархат
Афрички егзархат или Картагински егзархат (латински: Exarchatus Africae) је била полуаутономна афричка провинција Византијског царства основана током владавине цара Маврикија (582-602). Постојао је у периоду од 585. до 698. године.

## Историја
Северозападна Африка, заједно са Сардинијом, Корзиком и Балеарима, поново је освојена током Вандалског рата од стране војсковође Велизара (533). Ове територије прикључене су Преторијанској префектури Африци. Средиште префектуре била је Картагина. Византијска експедиција 560-тих година осваја делове Иберијског полуострва формирајући нову провинцију Шпанију. Након Јустинијанове смрти, Царство је нападнуто са свих страна. Показало се да је дотадашње административно уређење непогодно за новонасталу ситуацију. Начело одвајања цивилне од војне власти уведено је током царевања Диоклецијана и Константина који су тиме желели смањити концентрисање превелике моћи у рукама појединаца. Оснивањем егзархата, цар Маврикије је поново ујединио цивилну и војну власт у рукама егзарха. Маврикије је створио два егзархата: Равенски (на Апенинском полуострву) и Картагински. Картагински егзархат обухватао је северноафричке и све византијске поседе западног Средоземља. Први картагински егзарх био је Генадије, дотадашњи управник провинције. Византинске поседе на Иберијском полуострву временом ће анектирати Визиготска краљевина. Византинци су задржали једино Септум (Сеуту) на Гибралтару. Картагински егзарх Ираклије узео је учешћа у државном удару којим је цар Фока збачен са власти. На престо се 610. године попео његов син Ираклије (610-641), оснивач нове династије. Ираклије и његов наследник, Констанс, су, по узору на Маврикијеве егзархате, створили нов административни систем познатији као тематско уређење.
Прве арапске нападе на Картагински егзархат водио је војсковођа Амр ибн ел Ас. Користећи се слабошћу Византијског царства, он осваја Барку у Киренаики стварајући седиште у Триполитанији. Војсковођа Хасан ибн ел Нуман освојио је Картагину 698. године користећи се грађанским ратом између Тиберија III и Леонтија. Пад Картагине за Византију је представљао велики губитак. Тиме је царство изгубило главни извор радне снаге и жита. Падом Картагине заувек је окончано римско присуство у Африци.